# Microrégion du Haut-Taquari
La microrégion du Haut-Taquari est l'une des deux microrégions qui subdivisent le centre-nord de l'État du Mato Grosso do Sul au Brésil.
Elle comporte 8 municipalités qui regroupaient 119 265 habitants en 2012 pour une superficie totale de 41 313 km2.

## Municipalités[1]
- Alcinópolis
- Camapuã
- Coxim
- Figueirão
- Pedro Gomes
- Rio Verde de Mato Grosso
- São Gabriel do Oeste
- Sonora